# قاسم بن خلف الرويس
قاسم بن خلف الرويس (ولد في اليمامة في الخرج 1969م/ 1389هـ - ) باحث ومؤرخ سعودي مهتم بالأدب الشعبي وبتاريخ المملكة العربية السعودية، نشر إنتاجه في عدد من الصحف والمجلات العربية أبرزها جريدة الرياض السعودية، وله العديد من المحاضرات والإصدارات التي تتنوع بين التاريخ والنقد والسيرة والنقد الأدبي، وله جهود في تحقيق المخطوطات التي تتعلق بتراث الجزيرة العربية.

## نشأته وتعليمه
ولد عام 1389هـ-1969م في اليمامة بمحافظة الخرج. وهو حاصل على بكالوريس التربية في الدراسات الإسلامية - كلية التربية - جامعة الملك سعود بالرياض عام 1993م.

## العمل
- 1994-2016م: عمل في وزارة التعليم معلماً ومرشداً ثم مُشرفاً تربوياً.[6]
- 2013- 2015م: كُلف بالعمل في دارة الملك عبد العزيز.[6]
- 2001 -2016م: كاتب أسبوعي في صحيفة الرياض السعودية.[7]

## مؤلفاته
1. (المسبار: نظرات في بعض كتب التاريخ والقبائل والأدب الشعبي): صدر عن دار بيسان عام 2009م.[8][9]
2. (مسائل الجوار والحماية عند البادية في الجزيرة العربية): صدر عن الدار العربية للعلوم ناشرون عام 2009م.[10]
3. (رشدي ملحس...من نابلس إلى الرياض): صدر عن دار جداول عام 2011م.[11]
4. (البلاغات الرسمية في جريدة أم القرى) الجزء الأول: صدر عن دار جداول عام 2011م.[12]
5. (يوميات الدبدبة: أول مذكرات يومية في حروب الملك عبد العزيز لتوحيد المملكة) تأليف: يوسف ياسين [تحقيق]: صدر عن دار جداول عام 2012م.[13]
6. (البلاغات الرسمية في جريدة أم القرى) الجزء الثاني: صدر عن دار جداول عام 2012م.[14]
7. (مخطوطة العسافي: ديوان شعر نبطي) [دراسة وتحقيق]: صدر عن دار جداول عام 2013م.[15]
8. (أخبار نجد من مجلة لغة العرب البغدادية) تأليف: محمد نصيف [تحقيق]: صدر عن دار جداول عام 2014م.[16]
9. (سوانح أفكار لأمير البيان شكيب أرسلان مع موجز من سيرته): صدر عن دار جداول عام 2014م.[17]
10. (من أخبار الإمارات 1925-1931م/1343-1350هـ): صدر عن دار جداول 2014م.[18]
11. (ماذا في الكويت؟ ورقات من عشرينيات القرن العشرين الميلادي) صدر عن دار جداول 2015م.[19]
12. (شذرات من التاريخ السعودي).[20]
13. (بدويات وحضريات.. قبسات من ثقافة الصحراء العربية): صدر عن منشورات ضفاف عام 2017م.[21]
14. (خواجات وحكايات في الصحراء العربية): صدر عن قنديل للطباعة والنشر والتوزيع عام 2017م.[22]
15. (مذكرات يوسف ياسين 1896-1924م في مسيرة الحركة العربية): صدر عن منشورات ضفاف عام 2018م.[23][24]
16. (الشوريات).
17. (الملك فيصل في الفيصل) مختارات من تاريخ الفيصل: صدر عن دار الفيصل الثقافية عام 2018م.[25]
18. (سيرة كتب: قراءاتٌ تاريخيّة وأدبيّة وتراثيّة): صدر عن دار الثلوثية عام 2019م.[26]
19. (ذاكرة الراوي): صدر عن مركز زايد للدراسات والبحوث عام 2019م.[27]
20. (أخبار مسقط وعمان وشيء عن زنجبار 1925-1931م): صدر عن دار أهوى 2020م.
21. (وثائق من تاريخ الدوادمي). صدر عن دار أهوى عام 2020م.
22. (إنسانية سعود: مواقف ولمحات من سيرة الملك سعود بن عبد العزيز آل سعود). صدر عن دار أهوى عام 2020م.
23. (شيء عن البحرين: لمحات تاريخية من عشرينيات القرن العشرين): صدر عن دار أهوى عام 2021م.[28]
24. (كُتب إلينا من جزيرة العرب: من أخبار الحجاز ونجد 1924-1931): صدر في مجلدين عن دار أهوى عام 2021م.[29]
25. (طلّ التنائف: تدوينات بين عزيف الرمال وحداء المناهل). صدر عن دار أهوى عام 2021م.
26. (رحلات الملك عبد العزيز بين نجد والحجاز: من سنة 1346هـ/1928م إلى سنة 1364هـ/1945م). صدر عن دار أهوى عام 2022م.[30]
27. (نجديات الكرملي: من مباحث انستاس ماري الكرملي حول الجزيرة العربية). صدر عام 2022م.[31]
28. (أيام سعودية" حوليات توثيقية) صدر عام 2023م.[32]
29. (همس الأخفاف: من أساطير الإبل وحكاياتها في الثقافة العربية). صدر عام 2024م.[33]

## الجوائز
- فاز عام 2021م بجائزة المسابقة الإعلامية الوطنية التي أطلقتها هيئة الصحفيين السعوديين في اليوم الوطني،[34] وذلك في مسار القصة الصحافية عن موضوعه (على خطى الملك عبد العزيز من نجد إلى الحجاز.. 50 رحلة) المنشور في صحيفة الاقتصادية.[35]